# Nicholas Newman
Nicholas Newman este un personaj fictiv din filmul Tânăr și neliniștit, fiul lui Victor Newman și a lui Nikki Newman. Este interpretat de actorul Joshua Morrow. Are patru frați și anume: Victoria Newman, Adam Newman (doar după tată, fiul lui Hope Wilson), Abby Newman (doar după tată) și Dylan McAvoy (doar după mamă).
A avut trei soții legitime, pe Sharon Newman 1996-2006 de care va divorța pentru a se căsători apoi cu Phyllis Summers și apoi să se despartă iarăși. Va avea trei copii și anume pe Cassidy "Cassie" Newman (adoptată , cu Sharon; decedată), Noah Newman (fiu, cu Sharon) și Summer Newman (fiică, cu Phyllis).
După ce va pierde postul său de la Newman Enterprises, va înființa împreună cu Jack, Phyllis și Sharon revista Restless Style. El se va căsători și cu Sage Warner, cu care va avea un fiu pe nume Christian Newman.

## Copii
- Cassie Newman fiică vitregă împreună cu Sharon
- Noah Newman fiu împreună cu Sharon
- Faith Newman fiică împreună cu Sharon
- Summer Newman fiică împreună cu Phyllis
- Daniel Romalotti, Jr. fiu vitreg împreună cu Phyllis
- Christian Newman fiu împreună cu Sage

## Căsătorii
- Sharon Newman (divorțat, 1996-2006)
- Phyllis Summers (divorțat, 2006-2007, 2012-2013)
- Sage Warner (văduv, 2015-2016)